# 블라인드 (2014년 영화)
《블라인드》(Blind)는 2014년 공개된 영화이다. 2014년 1월 19일 선댄스 영화제에서 초연되었다.

## 출연

### 주연
- 엘렌 도리트 페테르센
- 헨릭 라파엘센(노르웨이어판)
- 마리우스 콜벤스트벳
- 베라 비탈리